# Messy (canción de Rosé)
«Messy» es un sencillo de la cantante neozelandesa y surcoreana Rosé. Fue publicado el 8 de mayo de 2025 a través de Atlantic Records y Apple Video Programming como el segundo sencillo del álbum de la banda sonora de la película de acción y deportes F1 (2025).

## Antecedentes y lanzamiento
El 1 de mayo de 2025, un día después del lanzamiento del primer sencillo «Lose My Mind», de Don Toliver con Doja Cat, se reveló la lista de artistas participantes en F1 the Album, entre ellos, Rosé. Ese mismo día la cantante anunció su colaboración a través de redes sociales, describiéndola como su «primera canción para una película». La canción fue presentada parcialmente durante un evento promocional en el Gran Premio de Miami de 2025 y reproducida en su totalidad por primera vez en el Gran Premio de Emilia-Romaña de 2025.

## Composición
«Messy» fue escrita por Rosé, Cleo Tighe, Delacey, Matthew James Burns y Peter Rycroft, y producida por estos dos últimos bajo los nombres de Burns y Lostboy, respectivamente. El director de la película, Joseph Kosinski, indicó que Rosé se inspiró en una escena del filme para desarrollar la canción. Musicalmente, ha sido descrita como una balada pop con piano y percusión. La letra trata sobre una relación romántica intensa y caótica, que expresa el deseo de una conexión clara y sin filtros.

## Recepción crítica
Kristen Wisneski, de Billboard, posicionó a «Messy» como la sexta mejor canción del álbum F1 the Album, destacando su tono emocional. Tim Chan, de Rolling Stone, elogió la voz suplicante de Rosé y sus letras confesionales, aunque opinó que se sentía fuera de lugar dentro de un álbum mayoritariamente festivo.[cita requerida]

## Video musical
El video musical fue dirigido por Colin Tilley y estrenado el 8 de mayo de 2025. Intercala escenas de la película con secuencias de Rosé en entornos lujosos, como bares, discotecas y caminando por la Las Vegas Strip, que fue cerrada temporalmente para la grabación del video musical.[cita requerida]